# 李含
李含（—303年），字世容，西晉陇西郡狄道人。雍州刺史郭奕任命李含出任別駕，不久李含舉秀才，擔任太保掾，又出任秦國郎中令並且兼始平中正。李含與尚書趙浚不和，遭到其彈劾。州大中正傅祗於是貶李含為五品。一年多後，李含擔任壽城邸閣督。後又擔任始平令。
趙王司馬倫稱帝後，李含擔任東武陽令。不久又在河間王司馬顒那裡擔任征西司馬，不久出任長史。司馬冏起兵反對司馬倫，並派使者聯絡司馬顒，夏侯奭也響應，但李含卻勸司馬顒將司馬冏使者和夏侯奭殺死，派張方將他們頭顱送給司馬倫。不過後來司馬顒聽說司馬冏等勢力強大，突然改變主意，加封李含為龍驤將軍，讓其叫回張方，改以響應司馬冏。
此時，司馬倫所任命的梁州刺史皇甫商得知司馬倫被殺，辭去職務逃到司馬顒處，司馬顒對其非常禮遇，而皇甫商卻是李含的仇人。李含不滿，當著司馬顒面說了一些牢騷話。皇甫商得知後大怒。後來皇甫商前往洛陽任職，司馬顒送行，李含又與皇甫商吵架，司馬顒只好出面調解。之後李含也前往洛陽擔任翊軍校尉。當時皇甫商在洛陽擔任齊王司馬冏下屬，而夏侯奭的哥哥也在司馬冏府內任職。司馬冏的右司馬趙驤也與李含不和，李含害怕被殺，於是逃回到司馬顒處，詐稱收到皇帝密詔，要司馬顒討伐司馬冏，并献计发檄文让长沙王司马乂讨伐司马冏，却让司马冏先知道，这样司马冏一定杀了司马乂，那时又可以此作为司马冏的罪状，等打败了司马冏，再扶持司马颖为帝，司马颙也可以掌权。李含覺得这样自己也可以出人頭地。司馬顒同意，並任命李含為都督，統率張方等人進攻洛陽。结果司马冏诛杀司马乂不成反被司马乂败杀，李含等得知後撤軍。司马颙、司马颖仍然镇守地方，李含没能如愿。
司馬顒又上表推薦李含擔任河南尹。皇甫商趁機勸司馬乂殺死李含，揭露之前司马颙起兵是李含的谋划，最終李含被司馬乂殺死。

## 延伸阅读
[在维基数据编辑]
 《晉書·卷060》，出自房玄齡《晉書》